# Thaumastochelidae
Thaumastochelidae é uma família de crustáceo decápodes da infraordem Astacidea (lagostas e similares) da qual são conhecidas cinco espécies extantes. As espécies conhecidas são todos lavagantes da região abissal dos oceanos, estando repartidas três no género Thaumastocheles e duas no género Thaumastochelopsis.

## Descrição
As espécies de família Thaumastochelidae são lavagantes raros apenas presentes nas regiões profundas do oceano, sendo a sua biologia pouco conhecida. A última das espécies a ser descrita foi encontrada no decurso do Census of Marine Life decenal.
O membros desta família distinguem-se das lagostas e lavagantes da família Nephropidae por serem cegos, uma adaptação à escuridão permanente das regiões profundas dos oceanos, e por apresentarem uma única quela, elongada e recoberta por protuberâncias em forma de espinhos.

## Taxonomia
As espécies extantes desta família são:
- Thaumastocheles
  - Thaumastocheles dochmiodon Chan & de Saint Laurent, 1999 (Mar de Timor).
  - Thaumastocheles japonicus Calman, 1913 (Mar do Japão).
  - Thaumastocheles zaleucus Thomson, 1873 (Mar das Caraíbas).
- Thaumastochelopsis
  - Thaumastochelopsis brucei Ahyong, Chu & Chan, 2007 (Mar de Coral).
  - Thaumastochelopsis wardi Bruce, 1988 (Mar de Coral).